# Thalheim an der Thur
Thalheim an der Thur (hasta 1878 Dorlikon) es una comuna suiza del cantón de Zúrich, situada en el distrito de Andelfingen. Limita al norte con las comunas de Ossingen y Neunforn (TG), al este con Altikon, al sur con Dinhard y Dägerlen, y al oeste con Adlikon.